# Coccophagus afrangiatus
Coccophagus afrangiatus is een vliesvleugelig insect uit de familie Aphelinidae. De wetenschappelijke naam is voor het eerst geldig gepubliceerd in 1994 door Viggiani.